# Sten, sax, påse

Sten vinner över sax, sax vinner över påse och påse vinner över sten.

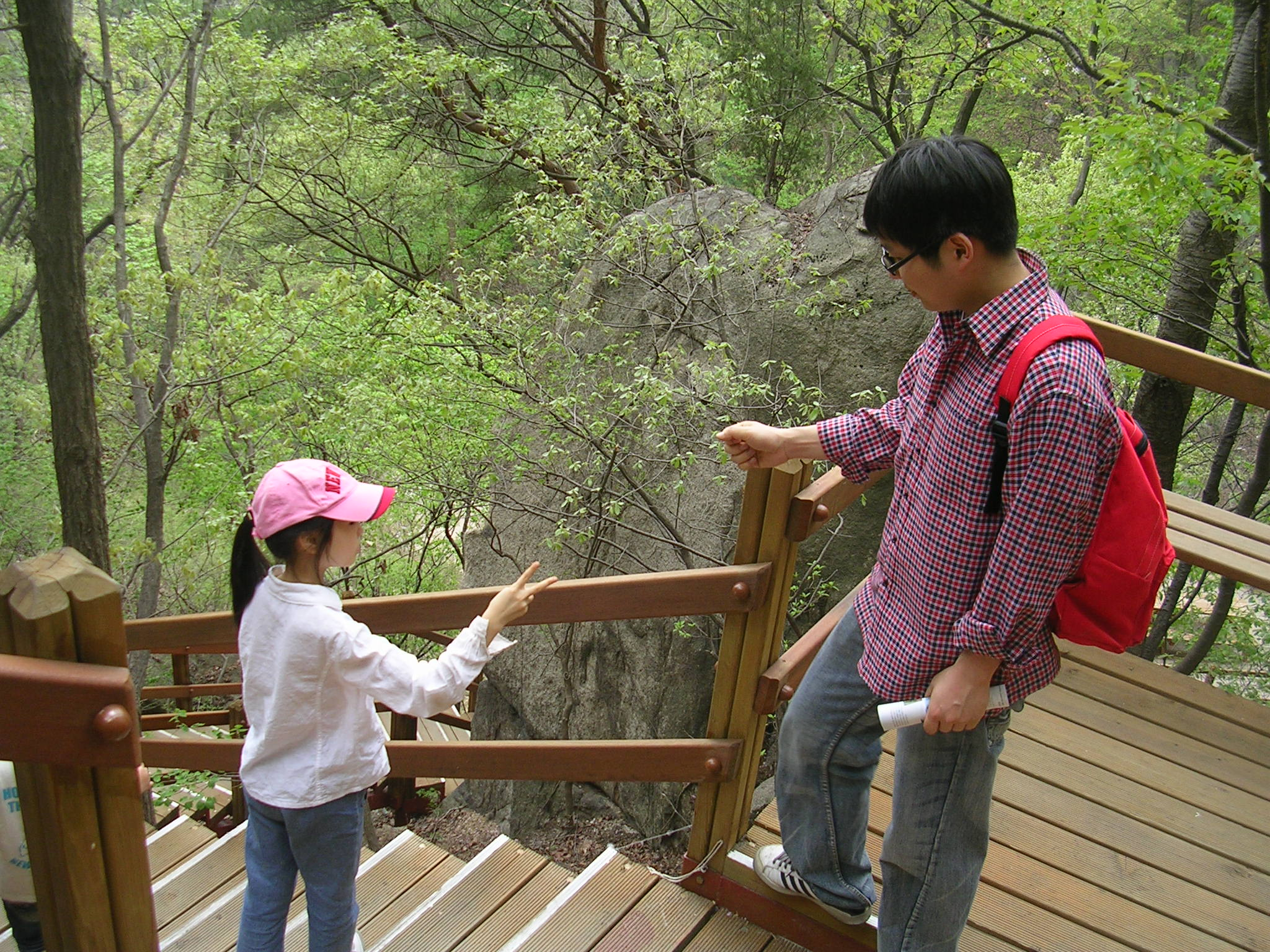
En man och en flicka leker leken i Seoul, Sydkorea.

Sten, sax, påse, även klunsning, är en handlek som används i stället för att dra sticka, singla slant eller kasta en tärning för att fälla enkla avgöranden mellan två personer eller slumpmässigt utse någon för något ändamål. Till skillnad från verkligt slumpmässiga urvalsmetoder kan sten, sax, påse spelas med skicklighet om leken utförs många gånger i sträck, eftersom spelaren ofta kan känna igen och utnyttja motspelarens icke slumpmässiga beteende.
I USA förekommer det att frisbee-lag eller lag som har en tävling i debatt på universitet bestämmer vem som ska börja genom sten, sax, påse i stället för att singla slant.[källa behövs] Metoden kan även användas för att lotta fram en vinnare om matchen slutade oavgjort, eller måste ställas in på grund av regn.[källa behövs]

## Historik
Liksom go och Mah-Jong har sten, sax, påse sitt ursprung i Kina. Enligt en bok med titeln Wǔzázǔ (五雜俎 eller 五雜組), författad av Xiè Zhàozhì (謝肇淛) mot slutet av Mingdynastin, spelade Handynastins ädlingar ett spel vid namn shǒushìlìng (手勢令) som anses vara just sten, sax, påse.
Det finns inga spår i västerlandet av sten, sax, påse innan direkta kontakter hade knutits med Asien. Västerländska författare från slutet av 1800-talet har blott nämnt det som ett asiatiskt spel.[källa behövs] Kineserna och koreanerna har ersatt "påse" med "påse",[förklaring behövs] medan japanerna (där leken går under namnet Jan-ken-pon) kallar samma symbol för "papper". Detta antyder att leken anlänt i västerlandet via Japan, inte minst för att den svenska "påsen" i de flesta andra europeiska språk benämns "papper", kort och gott.[källa behövs] Även i engelskan använder man papper i stället för påse, där det heter rock, paper, scissors (sten, papper, sax).

## Regler
Deltagarna tävlar mot varandra och slår varsin knuten näve i luften tre gånger. Den tredje gången formar de sina händer i en av tre symboler: som en sten – det vill säga den knutna näven behålls – sax – handens pek- och långfingrar sträcks ut – eller påse – handen öppnas och sträcks fram oknuten.

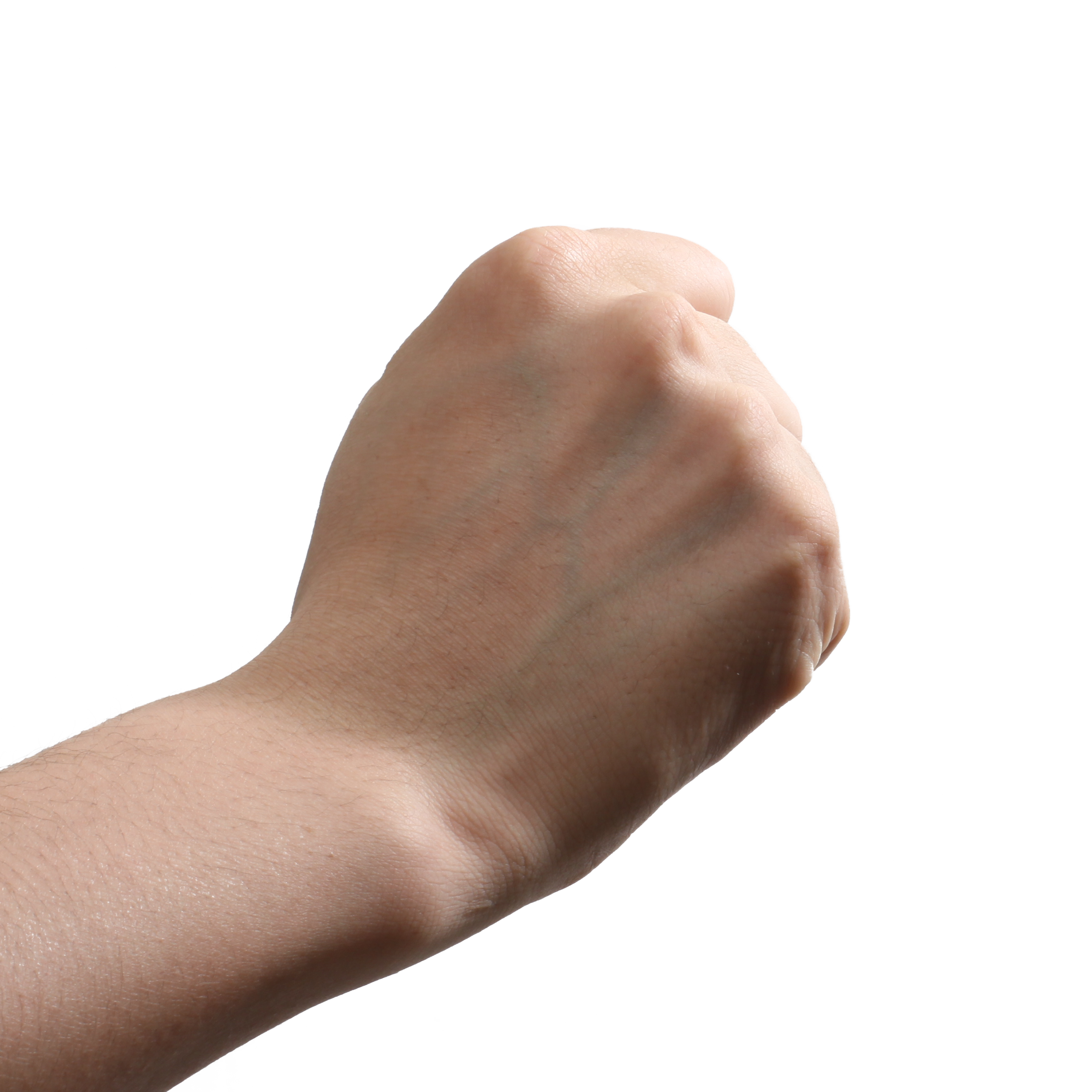
"Sten" besegrar "sax", men förlorar mot "påse"
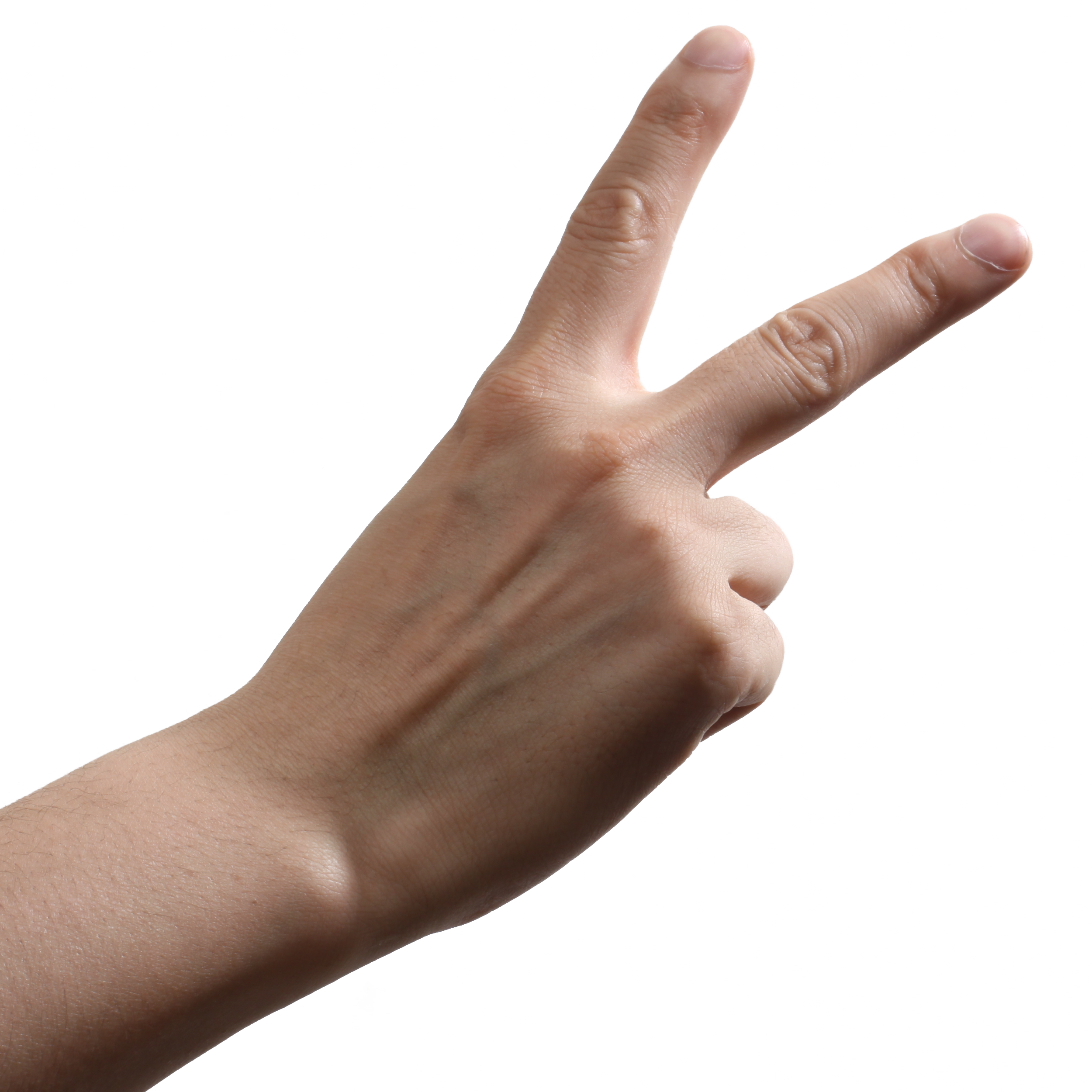
"Sax" besegrar "påse", men förlorar mot "sten"
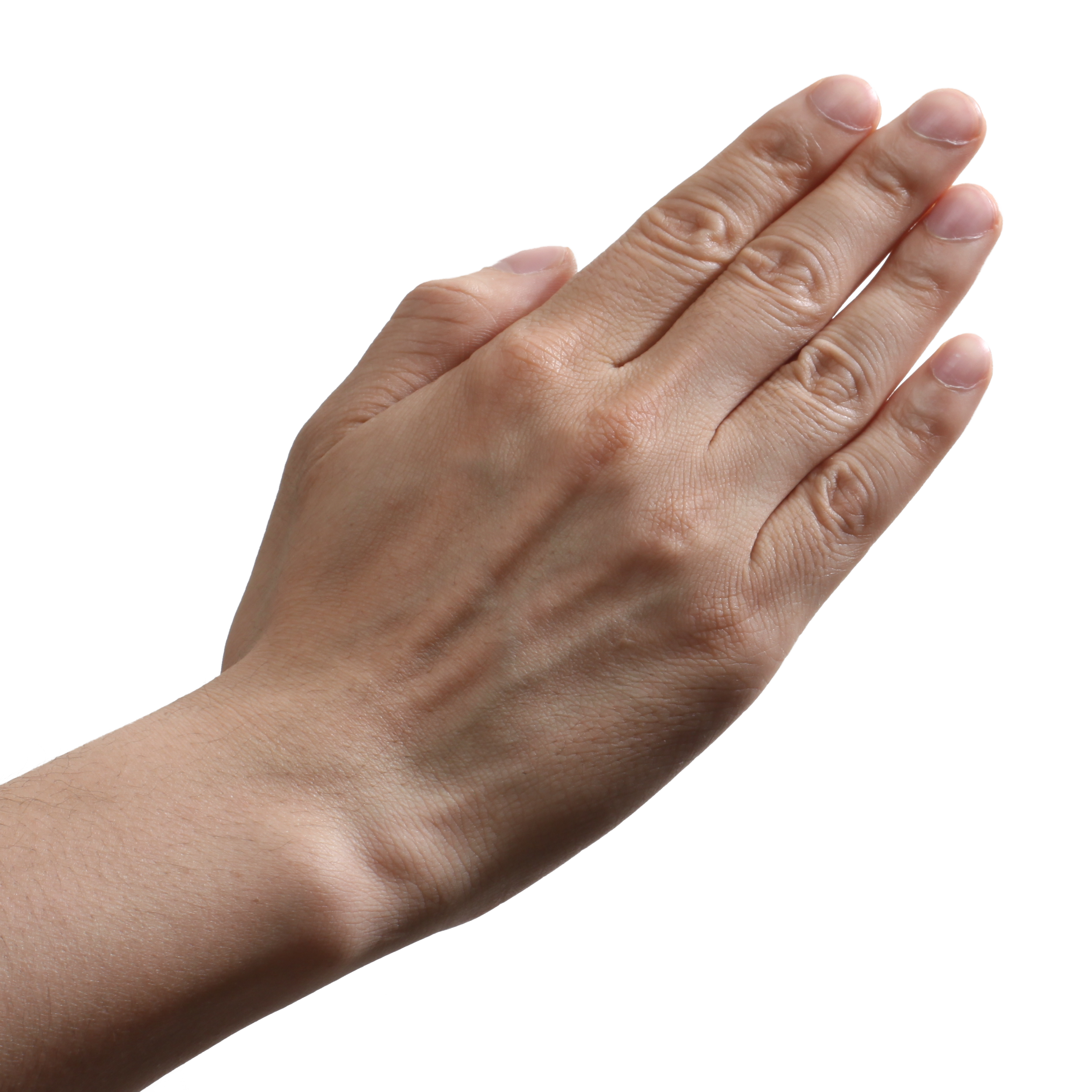
"Påse" besegrar "sten", men förlorar mot "sax"

Saxen slår påsen genom att klippa sönder den, men går sönder om den försöker klippa i stenen. Påsen slår stenen genom att omsluta den. På så sätt slår varje symbol en av de andra symbolerna, hamnar i oavgjort mot sin kopia och blir slagen av den tredje. Vanligtvis löser man ett oavgjort läge genom att spela igen tills någon vinner. Det är inte ovanligt att man spelar flera gånger och låter den som har till exempel "bäst av tre vinster" eller enkelt uttryck "bäst av tre" vinna.

## Strategi
Vid spel mellan mänskliga spelare går strategin huvudsakligen ut på att på olika sätt påverka motståndaren eller försöka lista ut motståndarens taktik. Ofta förekommer vilseledande tal som till exempel "Inget slår den kära gamla stenen" eller liknande för att påverka motståndaren.
Optimal matematisk strategi, enligt spelteori, innebär helt enkelt att slumpmässigt välja något av alternativen. Strategin innebär att man inte förlorar mer än vad som kan förväntas av slumpen, det vill säga i längden inte mer än hälften av gångerna. När psykologi på detta sätt eliminerats kan alltså spelet i viss mening sägas vara trivialt. Strategin är dock inte optimal vid spel mot en motståndare som inte också använder den slumpmässiga strategin. Vid spel mot en sådan motståndare finns nästan alltid en strategi som utnyttjar svagheten i motståndarens suboptimala strategi. Perry Friedman vid Stanford University har skrivit ett program kallat RoshamBot som utnyttjar artificiell intelligens för att välja optimalt drag.

## Psykologi
Det har uppvisats att män ofta inleder rundor med att välja sten och att de i trängda situationer försvarar sig med samma val. Kvinnor väljer oftast att inleda med att välja sax för att sedan övergå till att välja påse. En tredjedel av valen har funnits vara slumpmässiga.

## Ytterligare vapen
Så länge som antalet alternativ är ett udda tal och varje drag besegrar exakt hälften av de andra rörelserna medan de besegras av den andra halvan, kommer en kombination av rörelser att fungera som ett spel. Till exempel finns versioner av spelet med 5, 7, 9, 11, 15, 25 och 101 vapen. Att lägga till nya gester har till syfte att minska oddsen för en oavgjord omgång, samtidigt som spelets komplexitet ökar. Sannolikheten för att spela oavgjort i ett udda-antal-vapen spel kan beräknas baserat på formeln 1/n, där n anger antal vapen. Sannolikheten för en oavgjord match i det ursprungliga sten, sax, påse, blir alltså 1/3, och 1/5 i en version som erbjuder fem alternativ i stället för tre.
Det franska spelet "pierre, papier, ciseaux, puits" (sten, papper, sax, brunn) är obalanserat; både sten och sax faller i brunnen och förlorar då, medan papperet täcker både sten och brunn. Det betyder att två "vapen", brunn och papper, kan besegra två drag, medan de två andra vapnen bara besegrar ett av de tre andra valen. Optimal strategi är att spela vart och ett av de tre föremålen papper, sax och brunn en tredjedel av omgångarna.
En populär femvapenutvidgning är "sten-sax-påse-ödla-Spock", som lägger till "Spock" och "ödla" till de tre standardalternativen. "Spock" betecknas med en Vulcanhälsning från Star Trek, medan "ödla" visas genom att trycka ihop fingrarna till tummen. Spock krossar sax och förångar sten; han förgiftas av ödla och motbevisas av papper. Ödla förgiftar Spock och äter papper; den krossas av sten och halshuggs av sax. Denna variant nämndes i en artikel från 2005 i The Times, och blev 2008 omnämnd i ett avsnitt av den amerikanska situationskomedin The Big Bang Theory.

## Världsmästerskap
The World Rock Paper Scissors Society anordnar varje år ett världsmästerskap i leken.

### Tidigare världsmästare
- 2006: Bob Cooper, Storbritannien
- 2007: Andrea Farina, USA
- 2008: Monical Martinez, Kanada
- 2009: Tim Conrad, USA

## Svenska mästerskap
Det första svenska mästerskapet i Sten, sax, påse arrangerades av Emil Hansson 2011 och ägde rum på Birgittagården i Sandviken i samband med konventet Big Bay-Con. Vinnare var Jon Backlund. Andra mästerskapen arrangerades 2012 av Robert Tennevik. Finalen ägde rum på Södra Teatern i Stockholm den 28 september med 64 deltagare och Daniel Halldén var vinnare. År 2013 tog SM-finalen plats på O'Learys Norrtull i Stockholm med 32 deltagare. Domare och arrangör var Robert Tennevik och speaker Jesper Hussfelt. Vinnaren blev Jocke Sköld från Norrköping. SM-finalen 2014 hölls den 15 november på O'Learys Tolv Stockholm. Svensk mästare 2014 blev Peter "Peppe" Björn som vann med 3-2 mot 2012 års svenska mästare Daniel Halldén. Domare var Robert Tennevik och konferencier var Jesper Hussfelt. SM-finalen 2015 hölls på O’Learys Gamla stan i Stockholm den 14 november inför en fullsatt lokal. Domare och arrangör var Robert Tennevik och konferencier var Pontus Kåmark. Svensk mästare 2015 blev Mathias Svärd från Hudiksvall. SM-finalen 2016 hölls den 12 november på O´Learys Gamla stan, domare och arrangör var Robert Tennevik. Vinnaren blev Johan Schunnesson från Stockholm. SM-finalen 2017 hölls den 11 november på O´Learys Gamla stan, domare och arrangör var Robert Tennevik, vinnaren blev Linus Norsten från Haninge. Svenska mästerskapen 2022 tog SM finalen plats på The Flying Elk i Gamla stan i Stockholm 12 november, domare och arrangör var Robert Tennevik. Vinnare Apollo Steenberg från Stockholm. Svenska mästerskapen 2023 var på The King´s Fox, Stockholm 18 november. Domare och arrangör var Robert Tennevik. 64  deltagare  och vinnare blev Sara Norrby från Stockholm.
Svenska mästare i sten, sax, påse
- 2011: Jon Backlund (Sundsvall)[13]
- 2012: Daniel Halldén (Stockholm)
- 2013: Jocke Sköld (Norrköping)[1]
- 2014: Peter "Peppe" Björn (Norrköping)
- 2015: Mathias Svärd (Hudiksvall)
- 2016: Johan Schunnesson (Stockholm)[14]
- 2017: Linus Norsten (Haninge)[15]
- 2022: Apollo Steenberg
- 2023: Sara Norrby